# Gare de Barr
Gare de Barr vasútállomás Franciaországban, Barr településen.

## Vasútvonalak
Az állomást az alábbi vasútvonalak érintik:
- Sélestat–Saverne-vasútvonal

## Kapcsolódó állomások
A vasútállomáshoz az alábbi állomások vannak a legközelebb:
- Gare d'Eichhoffen
- Gare de Gertwiller